# Edward Rochfort Grange
Edward Rochfort Grange, kanadski letalski častnik, vojaški pilot, poslovnež, inženir in letalski as, * 11. januar 1892, Lansing, Michigan, † 13. julij 1988, Toronto, Ontario.
Letalski poročnik Grange je v svoji vojaški službi dosegel 5 zračnih zmag.

## Življenjepis
Rodil se je britanskima staršema v ZDA in je tako bil državljan Združenega kraljestva in ZDA.
Odraščal je v Torontu, kjer je tudi končal usposabljanje za pilota. Leta 1916 je odpotoval v Združeno kraljestvo in prostovoljno vstopil v oborožene sile.
Med prvo svetovno vojno je bil sprva pripadnik Kraljeve pomorske zračne službe. S Sopwith Pup je letel do 25. septembra 1916, ko je bil ranjen.
Oktobra 1916 je bil premeščen iz 1. pomorskega krila v 8. pomorski eskadron. 4. januarja 1917 je sestrelil 3 Albatros D.II, toda že čez tri dni je bil ranjen v boju, v katerem je sestrelil svojo peto žrtev.
Do konca vojne je bil nato letalski inštruktor v Angliji, nakar se je vrnil v Kanado, kjer je postal uspešni poslovnež in inženir.
Med drugo svetovno vojno je kot civilist vstopil v Kanadsko vojno letalstvo in postal inšpektor/ocenjevalec.

## Odlikovanja
- Distinguished Service Cross (DSC)
- Croix de Guerre (Francija)